# CP 오스카
CP 오스카(Command Post Oscar; CP OSCAR), "작전지원소 및 후방 지휘소"(Operations Support Center and Rear Command Post)는 "오스카 벙커"로도 알려진 대구광역시 남구 캠프 워커에 위치한 주한 미군의 지휘통제 벙커이며, 제8군과 육군 근무 구성 사령부의 전시 본부이다.
을지 프리덤 가디언(UFG)이 시행될 때마다 합동/연합 사령부로 운영된다.

## 같이 보기
- CP 탱고

## 참고
- “CP OSCAR / Command Post OSCAR” (영어). globalsecurity.org. 2015년 10월 13일에 확인함.